# Hohe Behörde
Die Hohe Behörde der Europäischen Gemeinschaft für Kohle und Stahl (EGKS) war das 1952 eingerichtete Exekutivorgan der Gemeinschaft. Die Hohe Behörde hatte neun Mitglieder, von denen acht durch die nationalen Regierungen ernannt und das neunte von den übrigen acht kooptiert wurde. Kein Mitgliedstaat durfte mehr als zwei Mitglieder stellen. In der Praxis stellten Frankreich und Deutschland jeweils zwei Mitglieder, Italien, die Niederlande, Belgien und Luxemburg ein bis zwei Mitglieder. Sitz der Hohen Behörde war in Luxemburg und nicht Brüssel, wo heute die Europäische Kommission ihren Sitz hat.
Mit dem Inkrafttreten des Fusionsvertrags im Jahr 1967 ging die Hohe Behörde in der Kommission der Europäischen Gemeinschaften auf.

## Präsidenten
| Nr. | Bild | Name (Lebensdaten)           | Amtsantritt        | Ende der Amtszeit  | Staat      | Partei | Politische Richtung |
| 1   |      | Jean Monnet (1888–1979)      | 10. August 1952    | 3. Juni 1955       | Frankreich | –      | –                   |
| 2   |      | René Mayer (1897–1972)       | 3. Juni 1955       | 13. Januar 1958    | Frankreich | SFIO   | sozialistisch       |
| 3   |      | Paul Finet (1897–1965)       | 13. Januar 1958    | 15. September 1959 | Belgien    | –      | gewerkschaftsnah    |
| 4   |      | Piero Malvestiti (1899–1964) | 15. September 1959 | 22. Oktober 1963   | Italien    | DC     | christdemokratisch  |
| 5   |      | Dino Del Bo (1916–1991)      | 22. Oktober 1963   | 28. Februar 1967   | Italien    | DC     | christdemokratisch  |
| 6   |      | Albert Coppé (1911–1999)     | 1. März 1967       | 30. Juni 1967      | Belgien    | CVP    | christdemokratisch  |